# Gran Mestre Internacional

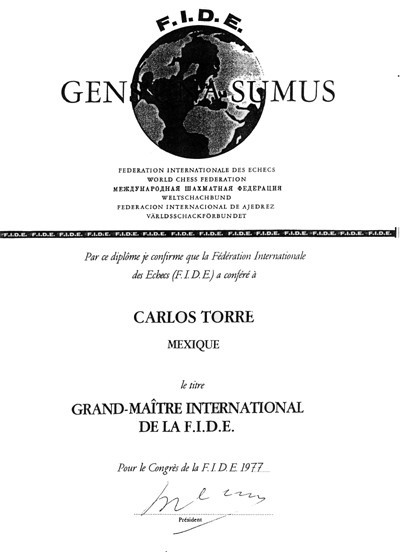
Títol de Gran Mestre atorgat al mexicà Carlos Torre el 1977.

El títol de Gran Mestre Internacional, o, en la denominació més sovint usada, Gran Mestre és concedit als jugadors d'escacs més bons per la Federació Internacional d'Escacs (FIDE). A banda del títol de "Campió Mundial", el de Gran Mestre és el més important de tots els possibles que existeixen a nivell mundial dintre del món dels escacs.
Es tracta d'un títol vitalici. En la literatura escaquística és normalment citat de forma abreujada: GM (igualment succeeix amb els títols inferiors MF (FM en versió anglesa) per Mestre de la FIDE i MI (IM en versió anglesa) per Mestre Internacional). També és possible de trobar, especialment en llibres antics, la forma abreujada GMI (o, en versió anglesa, IGM). A la darrera llista d'Elo de la FIDE hi ha més de 1.000 GM.
Els títols de GM, MI, i MF són assolibles tant per homes com per dones. Començant per Nona Gaprindaixvili el 1978, diverses dones han obtingut el títol de GM (i des de la primera dècada dels 2000, la majoria de les 10 millors jugadores del món ostenten el títol).
Existeixen també títols específics exlcusivament per dones: GMF (o WGM en versió anglesa) per a Gran Mestre Femenina, i també MIF (o WIM en versió anglesa) per a Mestre Internacional Femenina, però cal no confondre'ls, ja que el nivell de joc que cal assolir per l'obtenció dels títols femenins és inferior al nivell que cal per als respectius títols masculins, de manera que, per exemple, una GMF té, amb caràcter general, un nivell que entre els jugadors masculins correspondria a un punt intermedi entre Mestre de la FIDE i Mestre Internacional.
La FIDE també premia amb títols de Gran Mestre especials els compositors i solucionistes de problemes d'escacs.
La Federació Internacional d'Escacs per Correspondència (ICCF) entrega també el títol de Gran Mestre Internacional d'escacs per correspondència (ICCGM).

## Història
El primer cop conegut en què fou usat el terme Gran Mestre en relació amb els escacs fou el 1838 a la publicació Bell's Life, que es referia a William Lewis com a "el nostre antic Gran Mestre" (our past grandmaster en anglès). El mateix Lewis posteriorment es referí a Philidor com a Gran Mestre, i el terme va començar a aplicar-se a alguns altres jugadors.

### Inicis de la utilització del concepte en torneigs

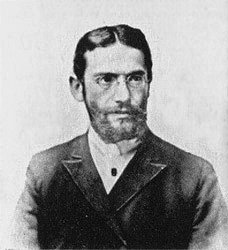
Siegbert Tarrasch, un dels cinc Grans Mestres coronats, presumptament, pel Tsar de Rússia.

Al torneig d'Oostende del 1907 s'hi va fer servir la paraula Gran Mestre (Großmeister en alemany). El torneig es va dividir en dues seccions: el Torneig de Campions, i el Torneig de Mestres. El Torneig de Campions incloïa els jugadors que haguessin guanyat prèviament algun torneig internacional. Siegbert Tarrasch va guanyar aquest torneig, superant Carl Schlechter, Dawid Janowski, Frank James Marshall, Amos Burn, i Mikhaïl Txigorin, i aquests jugadors foren titllats de “Grans Mestres” als efectes d'aquest torneig.
El torneig de Sant Sebastià 1912, guanyat per Akiba Rubinstein fou definit a priori com a campionat de Grans Mestres. Rubinstein guanyà amb 12 1⁄2 punts sobre 19. Empataren al segon lloc, amb 12 punts, Aron Nimzowitsch i Rudolf Spielmann.
Segons algunes versions, fou al Torneig d'escacs de Sant Petersburg 1914, on el títol de "Gran Mestre" va ser formalment atorgat, pel Tsar Nicolau II de Rússia, qui havia finançat parcialment el torneig. El Tsar va premiar amb el títol, (presumptament) els cinc finalistes: Emanuel Lasker, José Raúl Capablanca, Aleksandr Alekhin, Siegbert Tarrasch, i Frank James Marshall (respectivament, el Campió del món, els següents dos Campions del món, i dos jugadors que havien perdut matxs pel campionat del món contra Lasker). L'historiador d'escacs Edward Winter ha posat en dubte això, indicant que les fonts més antigues que donen suport a aquesta versió són un article de Robert Lewis Taylor a l'edició de 15 de juny de 1940 de The New Yorker i l'autobiografia de Marshall My 50 Years of Chess (1942).

### Ús no estàndard i ús soviètic del terme, abans del 1950
Abans del 1950, el terme Gran Mestre fou de vegades usat informalment per definir alguns altres jugadors de classe mundial. La FIDE, fundada a París el 1924, no havia encara definit criteris per a l'obtenció del títol.
El 1927, la Federació d'Escacs de la Unió Soviètica va constituir el títol de Gran Mestre de la Unió Soviètica, pels seus propis jugadors, atès que en aquell moment els soviètics no competien fora del seu país. El títol fou abolit el 1931, després que fos atorgat a Boris Verlinsky, qui guanyà el campionat soviètic de 1929. El títol va ressorgir el 1935, per premiar Mikhaïl Botvínnik, que va esdevenir també el primer Gran Mestre "oficial" de l'URSS. Verlinsky no va recuperar el seu títol.

### Implementació oficial (de 1950 en endavant)

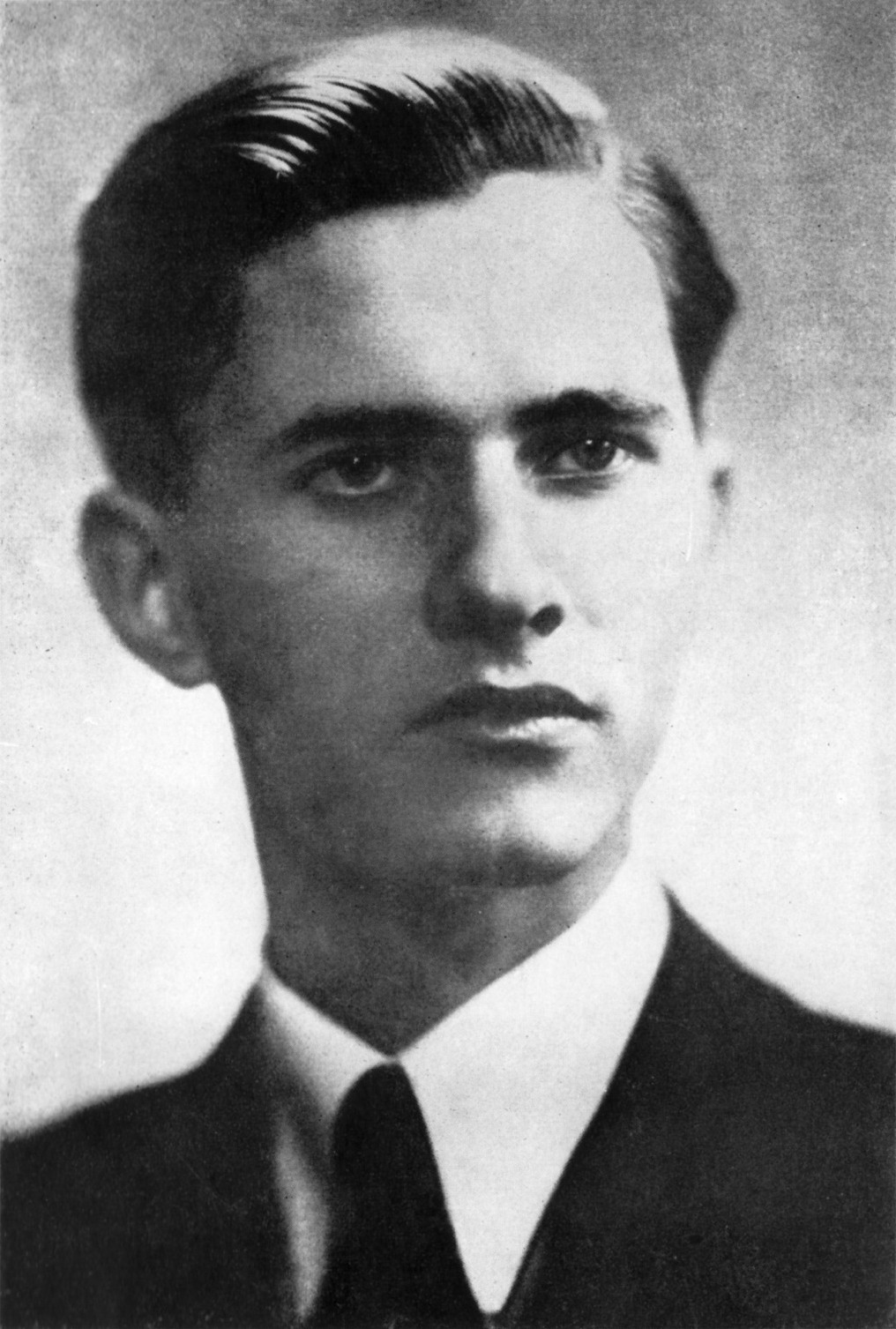
Paul Keres, un dels 27 GMs originals

Quan la FIDE es va reorganitzar després de la Segona Guerra Mundial va prendre mesures pel que fa a la regulació dels títols internacionals. Els títols serien atorgats per una resolució de l'Assemblea General de la FIDE i del Comitè de Qualificació. El primer cop que la FIDE atorgà títols de Gran Mestre fou el 1950, als 27 jugadors següents:
- Els millors jugadors del moment: el Campió del Món Botvínnik, i tots els qui s'havien classificat (o havien participat) al primer Torneig de Candidats de 1950: Boleslavski, Bondarevsky, Bronstein, Euwe, Fine, Flohr, Keres, Kotov, Lilienthal, Najdorf, Reshevsky, Smislov, Ståhlberg, i Szabó.
- Jugadors encara vius que, encara que ja no fossin dels millors del món el 1950, tinguessin una reconeguda trajectòria anterior i haguessin estat en el passat entre els millors del món: Bernstein, Duras, Grünfeld, Kostić, Löwenfisch, Maróczy, Mieses, Ragozin, Rubinstein, Sämisch, Tartakower, i Vidmar.

Com que la FIDE va decidir no atorgar títols de Gran Mestre pòstums, molts dels millors jugadors del món morts abans de 1950, inclosos els Campions del Món Steinitz, Lasker, Capablanca, i Alekhin, mai no varen rebre el títol.

#### Normes de 1953
Les normes originals per a l'assignació de títols varen tenir problemes per motius polítics. Iefim Bogoliúbov, qui havia emigrat des de la Unió Soviètica a Alemanya, no havia estat inclòs entre els primers Grans Mestres, a despit que havia jugat dos matxs pel Campionat del món contra Alekhin. Va rebre el títol posteriorment, el 1951, en una votació guanyada ajustadament per tretze a vuit, amb cinc abstencions. Iugoslàvia va donar suport a la seva petició, però tots els altres països comunistes s'hi oposaren. El 1953, la FIDE va abolir les vells normes, tot i que es va mantenir una disposició que permetia seguir assignant títols als possibles Grans Mestres que s'haguessin pogut passar per alt. Les noves normes permetien assignar el títol als jugadors que complissin alguns dels següents criteris:
1. El Campió del Món.
2. Mestres que haguessin guanyat el dret de participar en el Torneig de Candidats, o qualsevol altre jugador que els substituís i que puntués almenys el 50 per cent.
3. El guanyador d'un torneig internacional jugat sota uns paràmetres determinats, i qualsevol que fos segon en dos d'aquests torneigs dins un lapse de quatre anys. El torneig hauria de ser d'un mínim d'onze rondes amb set o més jugadors, un 80 per cent dels quals fossin Grans Mestres o MIs. A més, el 30 per cent dels jugadors havien de ser Grans Mestres que haguessin guanyat el dret de jugar al següent Torneig de Candidats, o que haguessin jugat un d'aquests torneigs en els deu anys previs.
4. El jugador que demostrés una habilitat manifestament igual a la d'algun dels 3 tipus de jugadors mencionats anteriorment, en un torneig internacional o en un matx. En aquest cas, el títol havia de ser aprovat pel Comitè de Qualificació amb el suport d'un mínim de cinc membres.

#### Normes de 1957
Quan la FIDE va publicitar les normes de 1953, es va observar que eren una mica atzaroses, de manera que es començà de seguida a treballar per millorar-les. El Congrés de la FIDE de Viena de 1957 va aprovar unes noves normes, anomenades “el sistema FAV”, en honor de la feina feta per l'Àrbitre Internacional Giovanni Ferrantes (Itàlia), Alexander (probablement Conel Hugh O'Donel Alexander), i Giancarlo Dal Verme (Itàlia). D'acord amb les normes de 1957, el títol de Gran Mestre seria automàticament atorgat a:
1. El Campió del món.
2. Qualsevol jugador que es classifiqués, en un Torneig Interzonal per jugar al Torneig de Candidats, encara que finalment no arribés a jugar el Candidats per alguna raó.
3. Qualsevol jugador que es classifiqués, en un Torneig Interzonal per jugar al Torneig de Candidats, però en fos a causa del fet que se superés el límit de jugadors possibles de la seva Federació.
4. Qualsevol jugador que jugui (actualment) en un Torneig de Candidats i puntuï un mínim del 33 1⁄3 per cent.

Les normes també permetien atorgar títols directament al Congrés de la FIDE, després d'una recomanació del Comitè de Qualificació. Les recomanacions estaven basades en actuacions en torneigs del cicle pel campionat del món, amb uns requisits de puntuació mínima depenent del percentatge de Grans Mestres i de Mestres Internacionals participants.

#### Normes de 1965
Posteriorment, hom va pensar que les normes de 1957 eren massa laxes. Al Congrés de la FIDE del 1961, el GM Milan Vidmar va afirmar que aquestes normes "feien possible d'atorgar títols internacionals a jugadors que no havien fet els mèrits suficients". Al Congrés del 1964 a Tel-Aviv, es formà un sub-comitè per proposar canvis en la normativa. Aquest sub-comitè va recomanar l'abolició de l'atorgament automàtic de títols, criticà els mètodes emprats per l'atorgament de títols basat en les actuacions en torneigs, i propugnà un canvi en la formació del Comitè de Qualificació. Diversos delegats varen donar suport a les recomanacions del sub-comitè, inclòs el GM Miguel Najdorf, qui pensava que les normes provocaven una inflació de titulats internacionals. Al Congrés del 1965 a Wiesbaden, la FIDE va elevar els requisits per als títols internacionals. D'acord amb les normes de 1965:
- 1. Tots els Campions del Món obtenen automàticament el títol de GM
- 2a. Qualsevol qui puntuï com a mínim un 40 per cent en un matx de quarts de final dins el Torneig de Candidats.
- 2b. Qualsevol que en un torneig puntuï un mínim d'un 55 per cent contra Grans Mestres, o més d'un 75 per cent contra Mestres Internacionals (MI), o més d'un 85 per cent contra d'altres jugadors (obtenint una norma de GM).

Per completar el requisit establert a 2b, el candidat ha de fer una norma de GM en un torneig de categoria 1a o dues normes en un període de tres anys en dos torneigs de categoria 1b, o bé en un torneig de categoria 2a i en un torneig de categoria 1b.
Les categories dels torneigs són:
- 1a—un mínim de setze jugadors, amb almenys un 50 per cent de GMs, i un 70 per cent de jugadors que siguin almenys MIs.
- 1b—un mínim de dotze jugadors, amb almenys 33 1⁄3 per cent de GMs i 70 per cent d'MIs.
- 2a—un mínim de quinze jugadors, amb almenys 50 per cent d'MIs.
- 2b—entre deu i catorze jugadors, amb almenys 50 per cent d'MIs.

Atès que els títols de la FIDE són vitalicis, s'estableix a més el requisit que un GM o IM no computa a aquests efectes si no ha fet un resultat propi de GM o d'IM en els cinc anys anteriors al torneig de què es tracti.
Addicionalment, no més de la meitat més u dels jugadors poden ser del mateix país, en torneigs de 10 a 12 jugadors, i no més de la meitat més dos en torneigs amb més participants.
Entre el 1951 i el 1968 s'atorgaren setanta-quatre títols de GM. Però amb les normes del 1965, s'atorgaren deu títols el 1965, i només un el 1966 i el 1968.

## Normes actuals

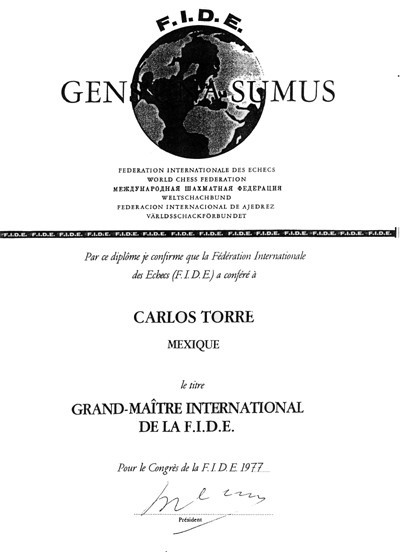
El diploma del títol de Gran Mestre de Carlos Torre, expedit el 1977

Actualment els requisits per esdevenir Gran Mestre són bastant complexos. El jugador ha d'haver arribat a tenir un Elo de 2500 almenys un cop (tot i que no necessita mantenir aquesta xifra per tenir el títol). De manera similar, un Elo de 2400 o superior és requisit per obtenir el títol de Mestre Internacional. A més, calen almenys dues normes de Gran Mestre en torneigs en què hi participin d'altres Grans Mestres, de països diferents del propi. També es pot obtenir el títol a través d'altres vies, tals com guanyar el Campionat del Món Femení, el Campionat del Món Juvenil, o el Campionat del Món Sènior. L'actual normativa completa és al Handbook de la FIDE.

## Inflació de títols
El 1972 hi havia només 88 GMs, 33 dels quals de l'URSS. L'actual llista de la fide inclou més de 1000 Grans Mestres; (vegeu-ne alguns a la Categoria Grans Mestres). Segons alguns estudis, l'Elo s'hauria inflat aproximadament en 100 punts entre el 1985 i el 2000, Nigel Short, un jugador que ja va viure quan era infant el naixement de l'era dels ordinadors, era el tercer jugador del món el 1989, amb un Elo de 2650; al segle xxi un Elo com aquest només serveix per estar entre els llocs 50 i 60 del món, aproximadament, en un moment en què el tercer millor jugador mundial té un elo aproximat de 2750. En aquesta situació hi han influït també d'altres factors menors: hi ha molts més torneigs arreu del món, i els viatges són més barats, de manera que són també més accessibles a la multitud de nous professionals dels escacs que han anat sorgint, inclosos especialment molts jugadors de l'antiga Unió Soviètica i d'altres països del Bloc de l'Est, els moviments dels quals estaven restringits abans dels 1990. A més, els jugadors poden actualment fer normes en torneigs que anteriorment no haguessin estat vàlids a aquests efectes, cosa que fa que l'obtenció de normes sigui més senzilla, i que permet també organitzar més torneigs vàlids a aquests efectes, atès que hi ha més jugadors amb el títol de GM disponibles per jugar.
El títol de Gran Mestre encara conserva algun prestigi pel simple fet que representa el màxim nivell assolible en escacs. Encara avui dia, els mestres són el 2 per cent dels jugadors de torneig, i els Grans Mestres només el 0.02 per cent.
No obstant, només un grapat dels Grans Mestres actuals són tan dominants en el món dels escacs com ho eren els cinc Grans Mestres originals en el seu moment. Lasker, Capablanca i Alekhin foren tots ells Campions del Món, i Tarrasch i Marshall foren prou forts per disputar el títol, malgrat que ambdós perderen els matxs pel campionat mundial que jugaren (contra Lasker).
Per tal de restaurar el prestigi perdut inherent al títol de GM, a vegades s'ha suggerit que hauria de ser reservat exclusivament a aquells que en algun moment haguessin estat Campions del Món, o bé seriosos aspirants al títol. La Llista d'Elo de la FIDE de desembre de 2008 incloïa 1.192 GMs i 2.916 IMs, uns nombres molt elevats que van provocar que alguns dirigents de la FIDE suggerissin la possibilitat de crear un nou títol de "GM d'elit".

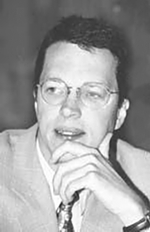
Nigel Short, un Gran Mestre crític amb la significació actual del títol.

No obstant, resulta que la proporció de jugadors titulats està baixant actualment, a causa de l'increment del nombre de jugadors federats a les llistes de la FIDE. En relació amb això, un membre del Comitè de la FIDE per als Títols i Elo ha dit que en realitat actualment és més fàcil per als jugadors aficionats entrar a les llistes de la FIDE, de manera que la dada comparativa de nombre de Grans Mestres com a proporció del nombre total de jugadors, no és realment indicativa de res.
Nigel Short ha suggerit que el títol hauria de ser abolit, atès que actualment ja no serveix per distingir entre els jugadors de màxim nivell mundial, aspirants al títol de campió del món, i molts d'altres jugadors de nivell clarament inferior malgrat ostentin també el títol de GM.
De tota manera, les discussions sobre la inflació de GMs no són cosa d'ara. Hi ha una anècdota ben coneguda de Botvínnik, que va declarar que un determinat GM soviètic hauria de ser desposseït del títol, després que no fos capaç en una partida, de fer escac i mat al rei del rival, amb cavall i alfil.